# Friedrich Bremer
|  | Dieser Artikel oder Abschnitt wurde wegen inhaltlicher Mängel auf der Qualitätssicherungsseite der Redaktion Geschichte eingetragen (dort auch Hinweise zur Abarbeitung dieses Wartungsbausteins). Dies geschieht, um die Qualität der Artikel im Themengebiet Geschichte auf ein akzeptables Niveau zu bringen. Dabei werden Artikel gelöscht, die nicht signifikant verbessert werden können. Bitte hilf mit, die Mängel dieses Artikels zu beseitigen, und beteilige dich bitte an der Diskussion! |

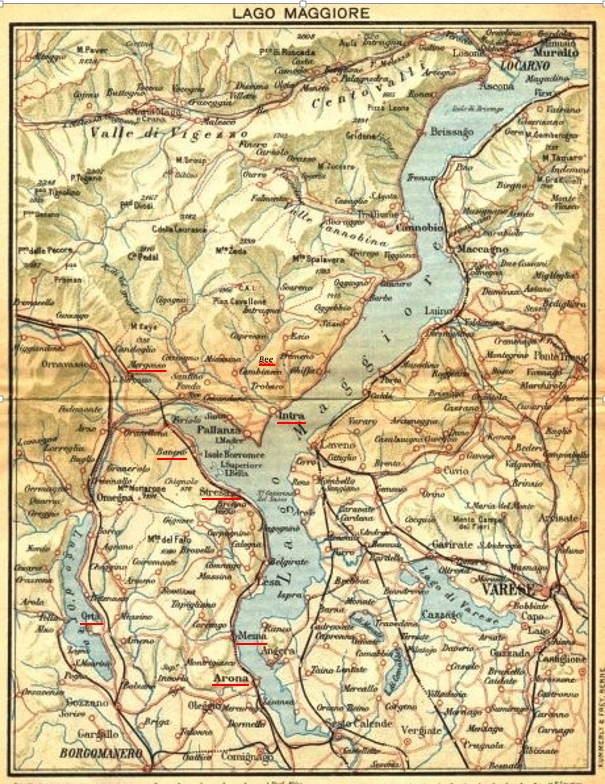
Karte des Lago Maggiore aus den 1930er Jahren, Orte der Massaker der SS an Juden rot unterstrichen

Friedrich Wilhelm Bremer (* 3. Dezember 1919 in Staßfurt; † 4. Mai 1966 in Dissen am Teutoburger Wald) war ein SS-Hauptsturmführer aus Dissen am Teutoburger Wald. Er war einer der Angehörigen der SS-Panzergrenadier-Division Leibstandarte Adolf Hitler mit der vergleichsweise frühen SS-Nr. 252170, die vermutlich schon um 1936 vergeben wurde, die das Massaker vom Lago Maggiore, den ersten Massenmord an Juden in Italien im September 1943, ausführten. Die weiteren Täter waren Hans Röhwer, Hans Krüger, Herbert Schnelle, Oskar Schulz und Ludwig Leithe. Zum Tatzeitpunkt war Bremer, von seinen Kameraden kurz „Fritz“ genannt, 23 Jahre alt und schon hochdekoriert als SS-Obersturmführer. Von seinen ebenso jungen Kameraden wurde er als „Draufgänger“ bezeichnet. Seit seinem Eintritt als 13-Jähriger in die Hitlerjugend hatte er bereits eine steile Laufbahn absolviert. Zum Tatzeitpunkt befehligte er sogar eine eigene Kompanie.

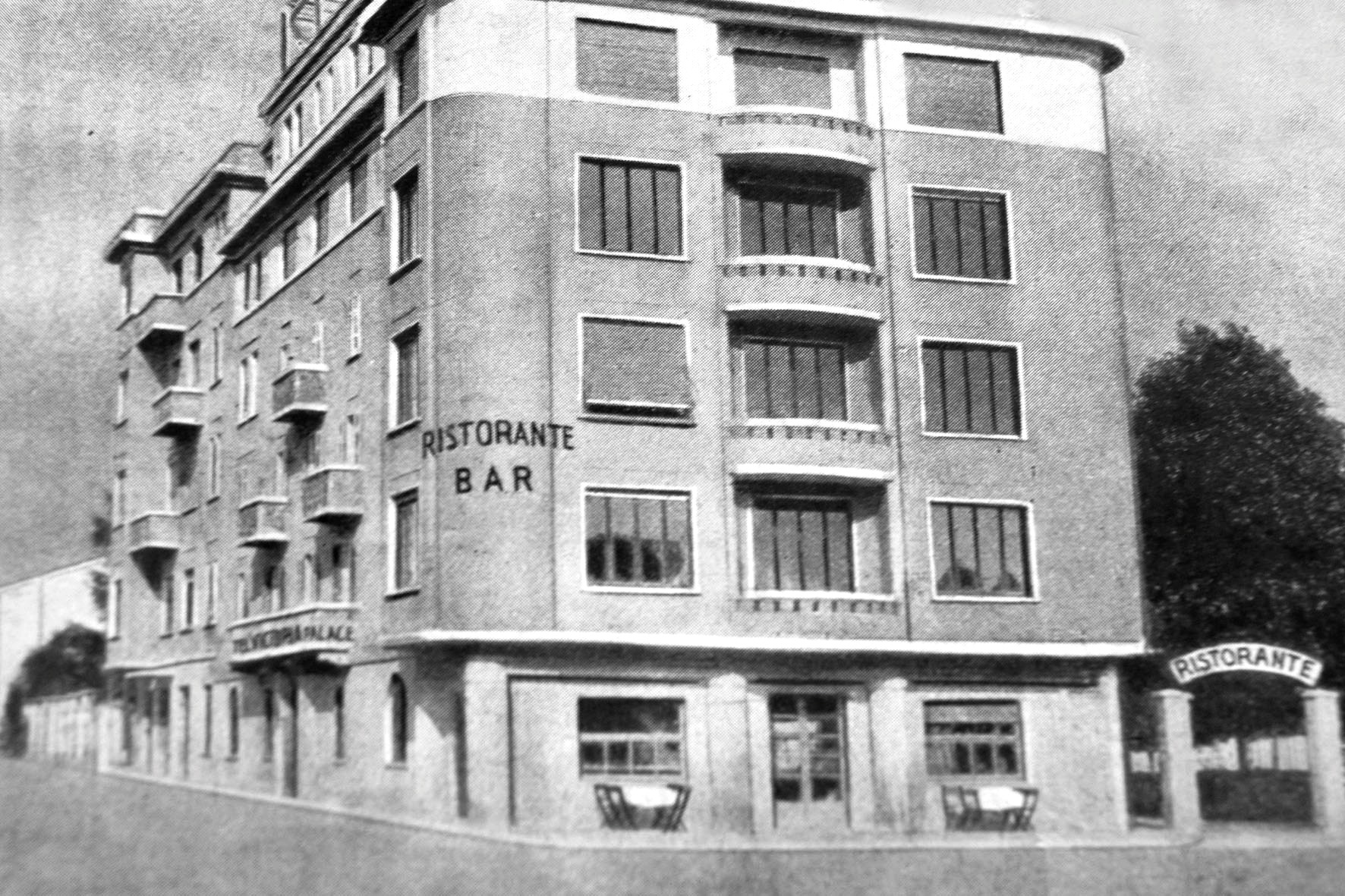
Hotel Meina, 1930er Jahre

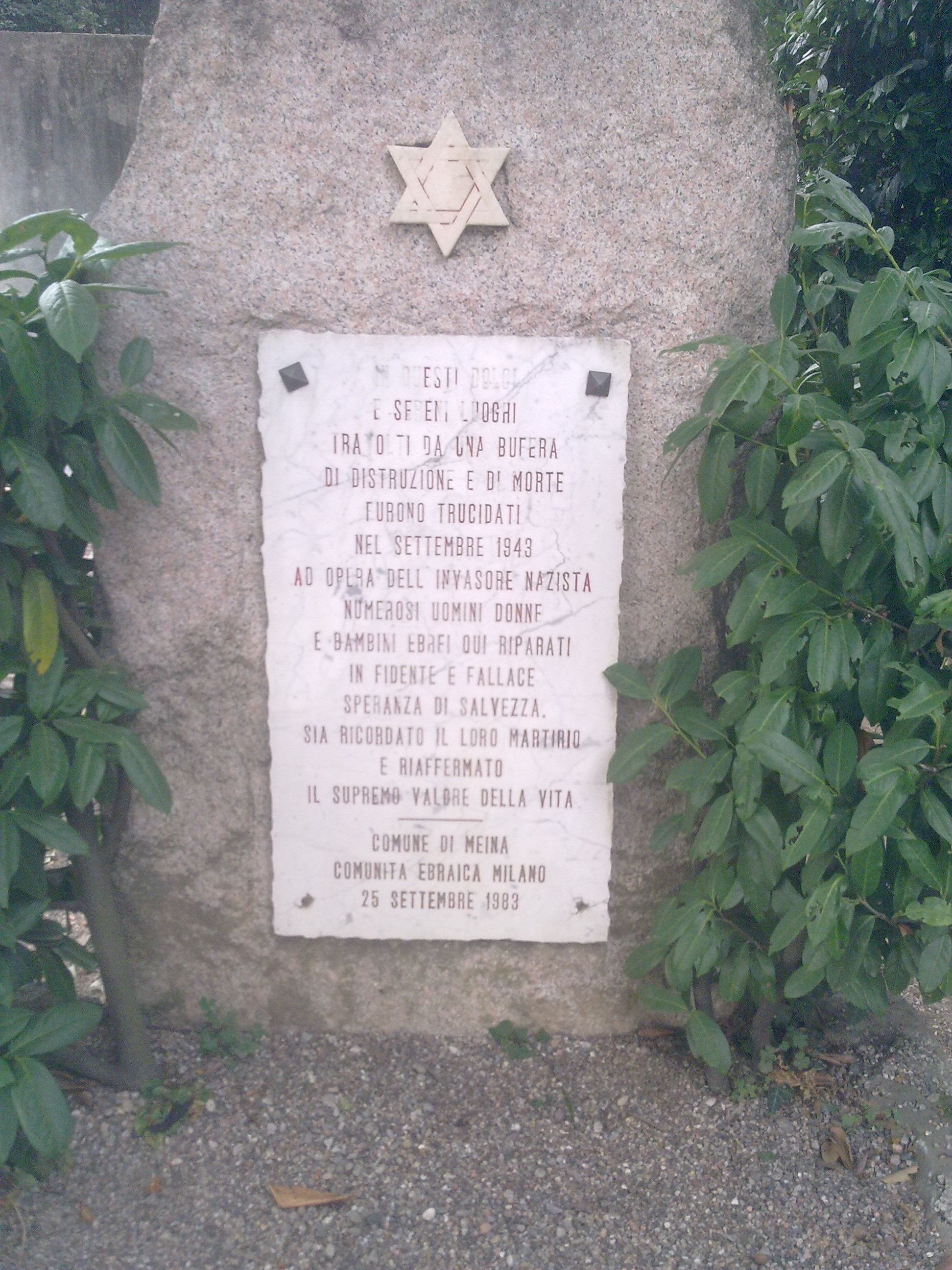
Gedenkstein an die jüdischen Opfer des Massaker vom Lago Maggiore

## Leben nach Kriegsende
Nach Kriegsende tauchte Bremer unter falschem Namen unter und blieb viele Jahre unbehelligt. Er verfiel allerdings dem Alkohol und ließ sich von seiner ersten Frau Lieselotte scheiden. Ein von ihm geführter Betrieb machte Konkurs. Bremer wurde wegen Trunkenheit am Steuer verurteilt und verlor seinen Führerschein. Angeblich begab er sich wegen seines Alkoholismus in Entzugskliniken. 1962 heiratete Bremer erneut und zog zu seiner zweiten Frau nach Dissen am Teutoburger Wald. Er fand eine Anstellung als Kunstschmied in den v. Bodelschwinghsche Stiftungen Bethel. 1964 mit der Anklage wegen der Massenmorde am Lago Magiore konfrontiert, räumte Bremer die Vorwürfe ein. Er berief sich allerdings, wie die meisten SS-Täter, auf Befehlsnotstand, d. h. den Befehl seines damaligen Vorgesetzten Hans Röhwer. Ein Jahr später, Ende 1965, wurde seine fortgeschrittene Krebserkrankung diagnostiziert. Seine letzten Monate durfte er noch vor dem Beginn des Prozesses gegen die Täter des Massenmordes vom Lago Maggiore am Landgericht Osnabrück Anfang des Jahres 1968 in Freiheit verbringen. Bremer starb am 4. Mai 1966.